# Microhyla malang
Microhyla malang es una especie de anfibio anuro de la familia Microhylidae.

## Distribución geográfica
Esta especie es endémica del este de Malasia. Se encuentra en los estados de Sabah y Sarawak. 
Su presencia es incierta en Brunéi y Kalimantan en Indonesia.

## Etimología
El nombre específico malang proviene del malayo y significa "mala suerte", en referencia a la larga y confusa historia taxonómica de esta especie, que durante mucho tiempo se ha confundido con Microhyla borneensis. Malang también se refiere a la localidad tipo, Matang (Malang ?).

## Publicación original
- Matsui, 2011 : Taxonomic revision of one of the Old World's smallest frogs, with description of a new Bornean Microhyla (Amphibia: Microhylidae). Zootaxa, n.º 2814, p. 33-49.[3]